# Parroquia de San Miguel Arcángel (San Miguel el Alto)
La parroquia de San Miguel Arcángel es un amplio templo de cantera ubicado en el centro religioso de la ciudad de San Miguel el Alto. Tiene forma de cruz latina y una elegante cúpula. El frente es sencillo, cubierto por cantera rosa, con 2 majestuosas torres gemelas hexagonales de orden compuesto. Tiene 53 metros de longitud y 41 metros de altura.

## Historia
En 1831 se empieza a construir. El arquitecto Felipe Vallejo fue el ejecutor de la obra, quien murió al caer de la cúpula, casi terminada, el 20 de julio de 1865. Fue inaugurado el 28 de septiembre de 1869.
En 1970 se concluyó la cúpula. En abril ya se encontraba muy bien decorado su interior, con imágenes, púlpito y candiles.
En mayo de 1984 se inició la instalación de piso de madera de mezquite, el cual se concluyó el 24 de julio de 1986.
Hacia 1996 ya contaba con el altar mayor en estilo gótico y dos altares en los cruceros de estilo corintio.
En marzo de 1997 se comenzó con la construcción de la torre poniente, que fue terminada en septiembre.
En julio de 2000 se le dio un aspecto más elegante y cómodo a la parroquia, se instalaron bancas de madera y cruces luminosas con gas neón en las torres.
En 2002 se inicia la colocación de hoja de oro en su interior.
En 2007 se instalaron hermosos vitrales con imágenes de los cuatro evangelistas y uno del arcángel Miguel, en el centro.

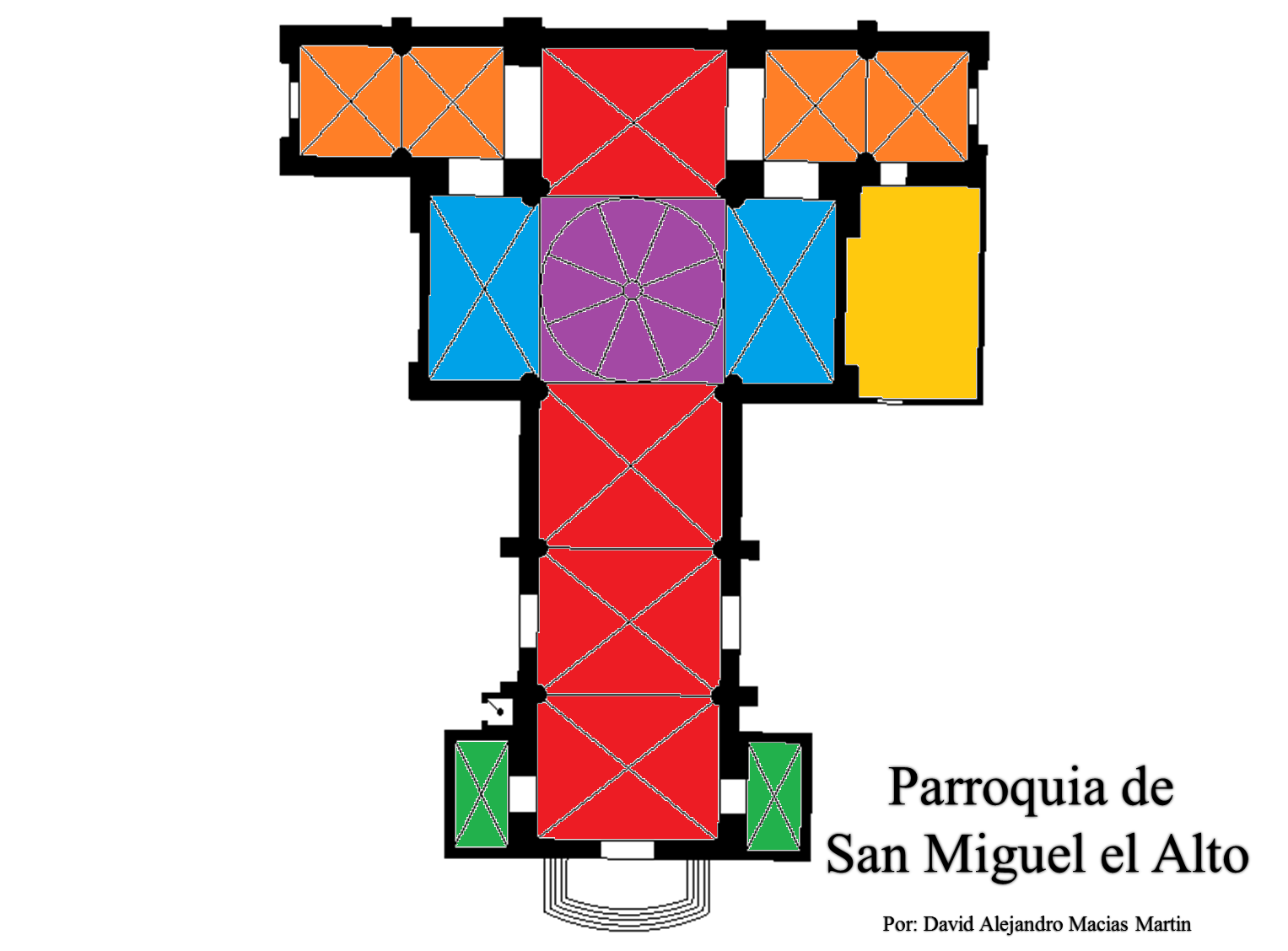
Planta de la Parroquia de San Miguel el Alto:

|  | Capillas Nave principal Crucero Transepto menor Sacristía |

## Cúpula
En la parte superior de los pilares que sustentan la cúpula, en las pechinas, se encuentra la inscripción:

• SANCTVS DEVS • SANCTVS FORTIS • SANCTVS INMORTALIS • MISERERE NOBIS • 
 Santo Dios, Santo fuerte, Santo inmortal, Ten piedad de nosotros.

## Capillas
- Datos: Q6063725